# Kurort Rathen (Schiff, 1896)
Der Raddampfer Kurort Rathen wurde 1896 in der Schiffswerft Blasewitz gebaut. Das Schiff wurde unter dem Namen Bastei mit der Baunummer 38 auf Kiel gelegt. Im Jahr 1956 erhielt es als drittes Schiff den Namen Kurort Rathen. Seit 1992 gehört sie zum Bestand der Sächsischen Dampfschiffahrt und fährt auf der Oberelbe. Ihr Liegeplatz sind die Anlegestellen am Terrassenufer in Dresden.

## Geschichte

### Die Zeit nach der Indienststellung bis 1945

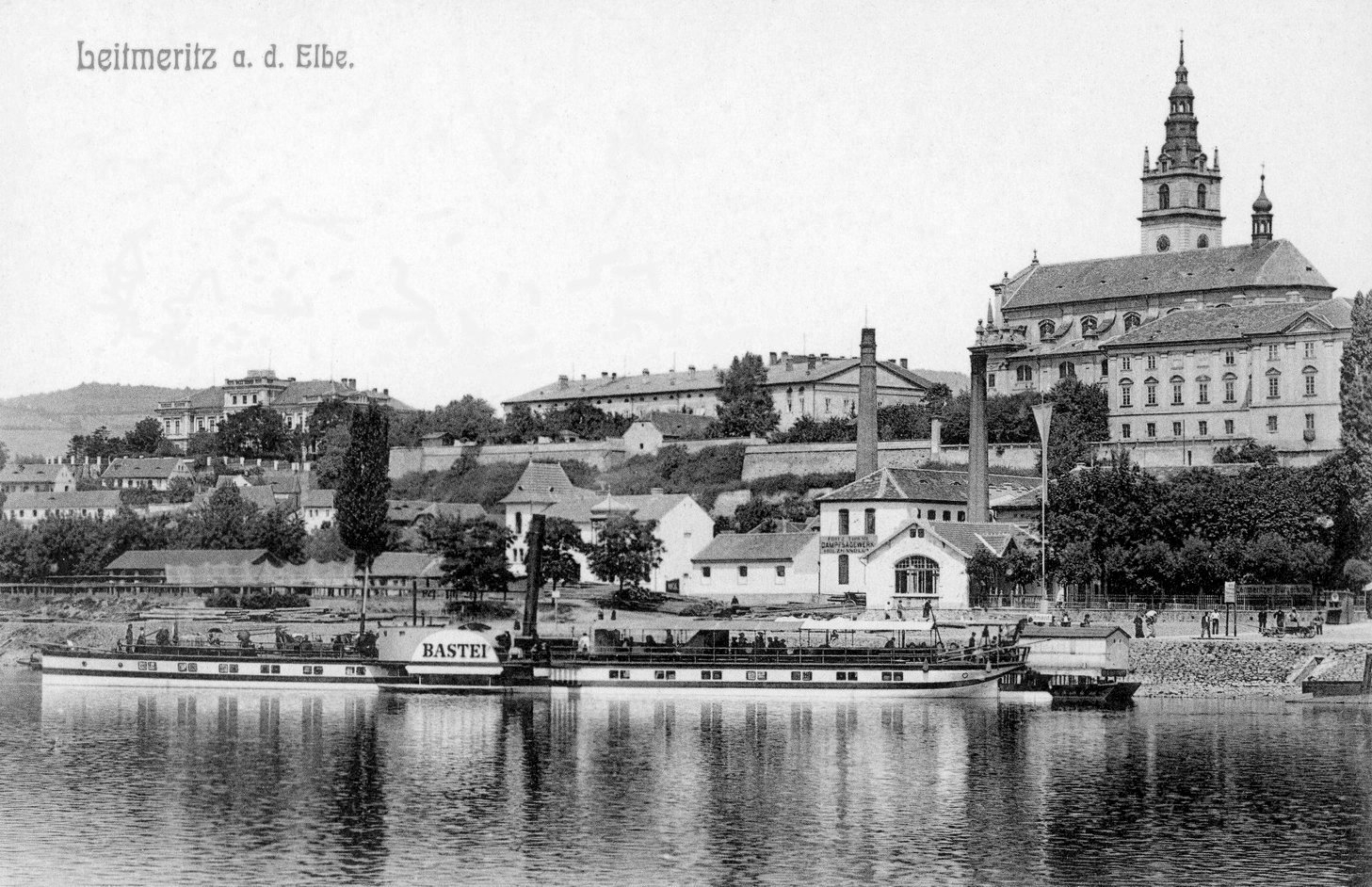
Raddampfer Bastei in Leitmeritz

Nach der Indienststellung als Glattdeckdampfer am 2. Mai 1896 fuhr das Schiff für die Sächsisch-Böhmische Dampfschiffahrts-Gesellschaft (SBDG). Nach der Einstellung des Geschäftsbetriebes fuhr das Schiff für die 1923 neu gegründete Sächsisch-Böhmische Dampfschiffahrt, Aktiengesellschaft (SBDA). Der ab 1926 übliche weiße Anstrich der Schiffe brachte ihr den Namen Weiße Flotte ein.
1911/12 erfolgte der Einbau einer elektrischen Beleuchtung. Im Winter 1926/27 erhielt das Schiff eine Dampfsteuermaschine mit 4 PS. Gebaut wurde sie von der Dresdner Maschinenfabrik und Schiffswerft Uebigau AG mit der Fabrik-Nr. 1799.
1927/28 erhielt das Schiff bei einem ersten großen Umbau in der Schiffswert Laubegast ein Oberdeck. Außerdem wurden die Radkästen ausgebaut, um Platz für den Einbau von Toiletten zu schaffen und die vormals mit hölzernen Schaufeln versehenen Schaufelräder erhielten Stahlschaufeln. Eine Dampfheizung versorgte von nun an die Salons im Unterdeck. Jetzt erhielt das Schiff auch den weißen Anstrich.

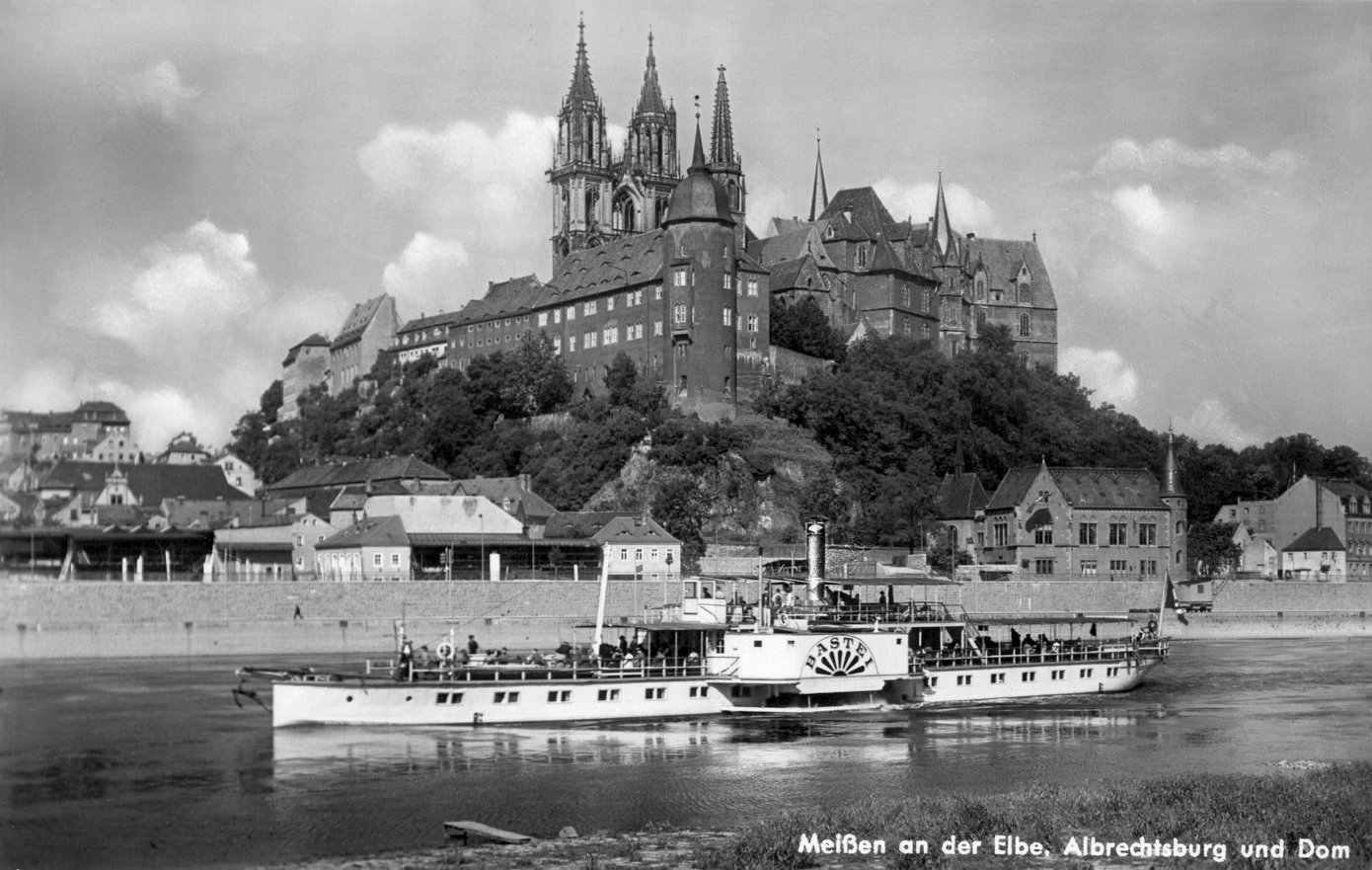
Raddampfer Bastei in Meißen

Am 24. August 1934 lief das Schiff bei Obervogelgesang bei Niedrigwasser auf einen Felsen und sank. Es wurde gehoben und nach erfolgter Reparatur wieder in Fahrt gebracht.
Im Zweiten Weltkrieg erhielten die Bastei wie andere Schiffe der Gesellschaft einen Tarnanstrich. Sie wurde dann bis 1945 außer Dienst gestellt.

### Die Zeit nach 1945
Die SBDA wurde am 1. Februar 1947 in Volkseigentum überführt und erhielt den Namen VEB Elbeschiffahrt Sachsen. Von 1950 bis 1957 gehörte sie zum VEB Deutsche Schiffahrts- und Umschlagszentrale (DSU). Nach deren Auflösung entstand 1957 der VEB Fahrgastschiffahrt und Reparaturwerft Dresden und ab 1967 der VEB Fahrgastschiffahrt Dresden.

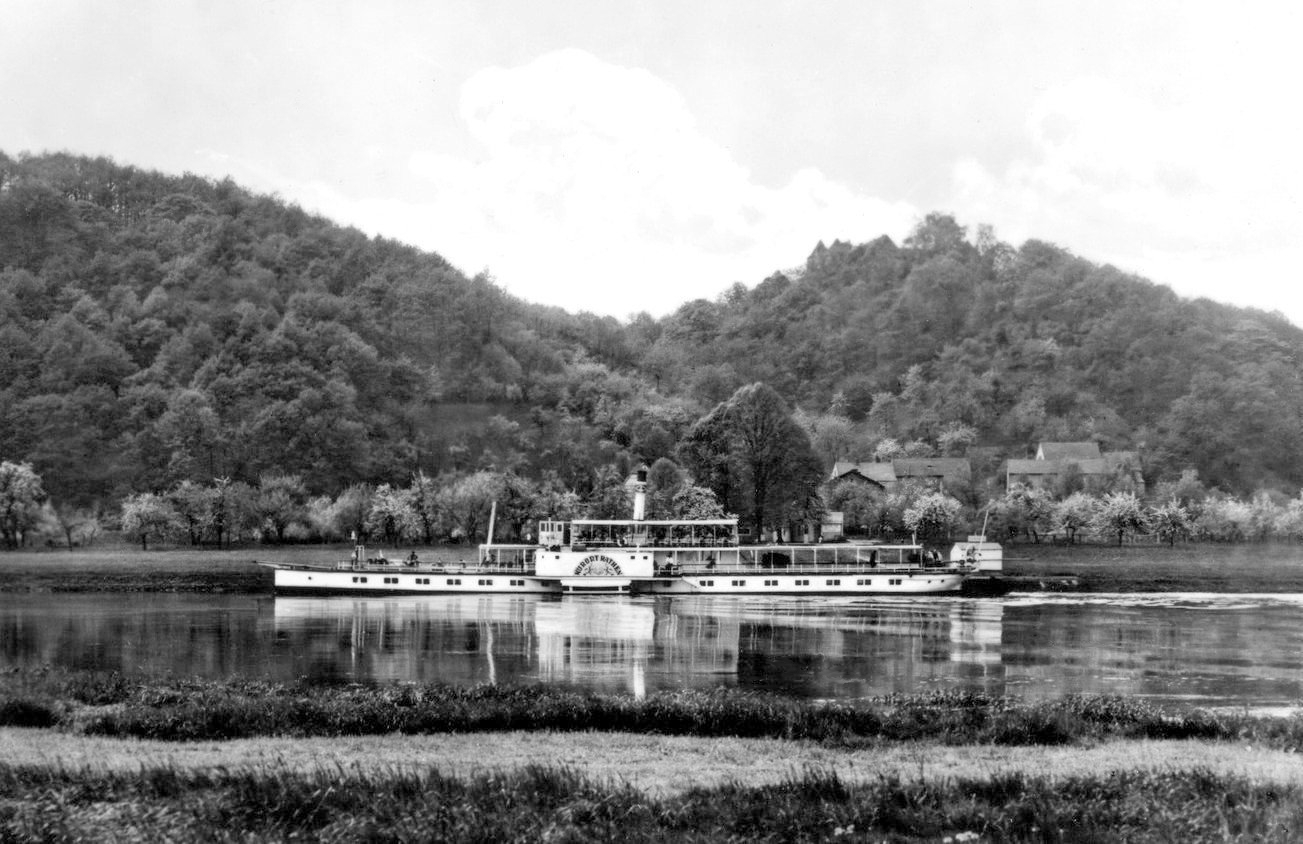
Raddampfer Kurort Rathen in Scharfenberg

Die Bastei wurde 1956 in Kurort Rathen umbenannt. 1957 wurden das Schiff und die Maschine generalüberholt. Im Jahr 1962 wurde eine neue elektrische Anlage eingebaut. Der Strom wird von zwei Turbogeneratoren des RAW Dresden erzeugt, die von einer Dampfturbine der Firma Nacke in Coswig angetrieben wird. 1967/68 wurde das Schiff fast vollständig demontiert. Neben der Erneuerung der Bordwände und der Höherlegung der Fenster wurde auch das Oberdeck in Stahl erneuert. 1970/71 stand der Neubau der Radkästen an. Am 26. Oktober 1974 havarierte das Schiff an der Elbbrücke in Meißen.

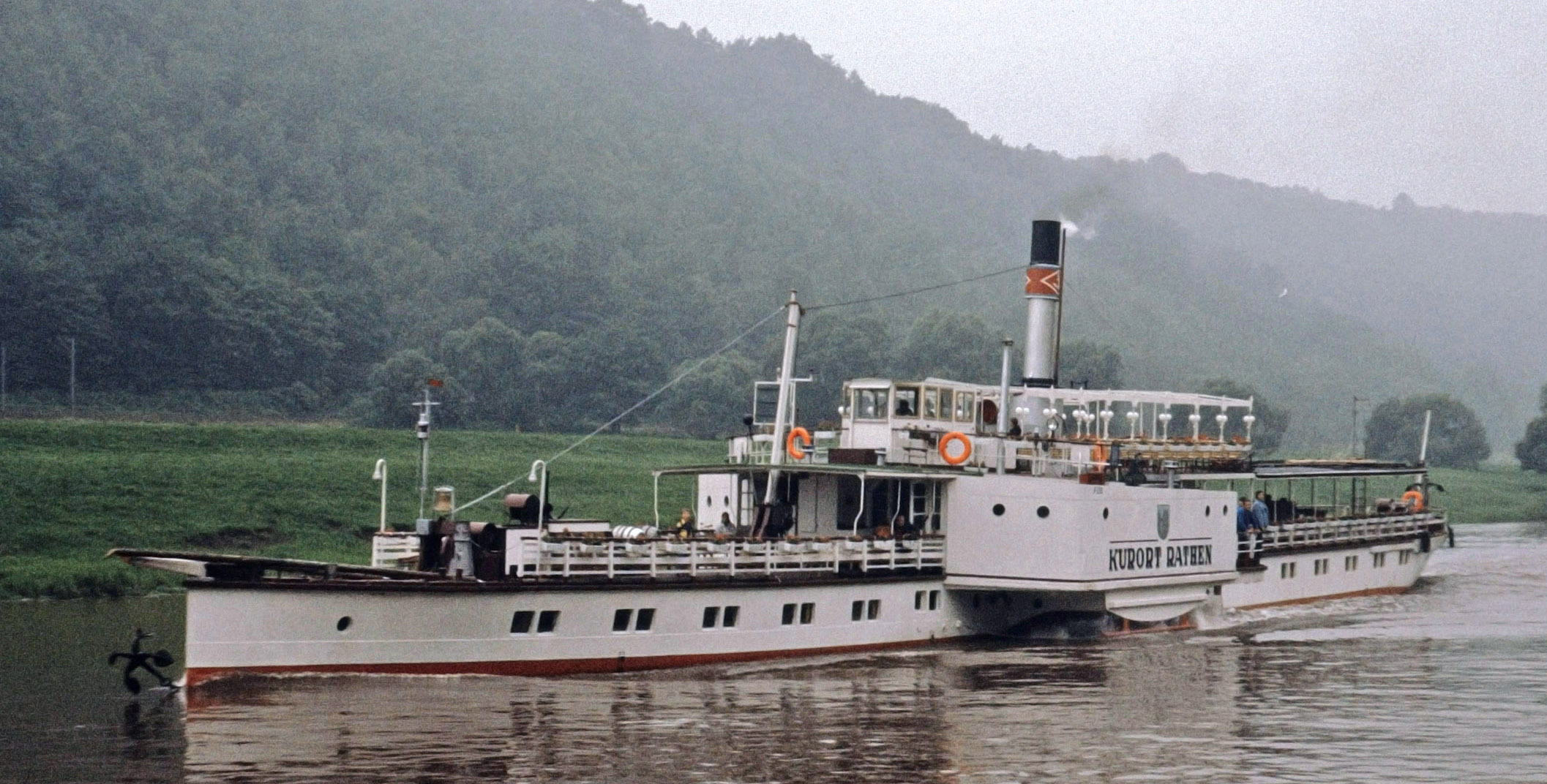
Raddampfer Kurort Rathen 1977 auf der Elbe

1983/84 erhielt das Schiff ein neues Steuerhaus und eine neue Kommandobrücke. Auch im Maschinenraum gab es im Bereich des Kessels einige Veränderungen. Im Jahr 1989 musste der Kessel außer Betrieb genommen werden. Das Schiff wurde im Hafen Dresden-Neustadt abgestellt.

## Die Zeit bei der Sächsischen Dampfschiffahrt

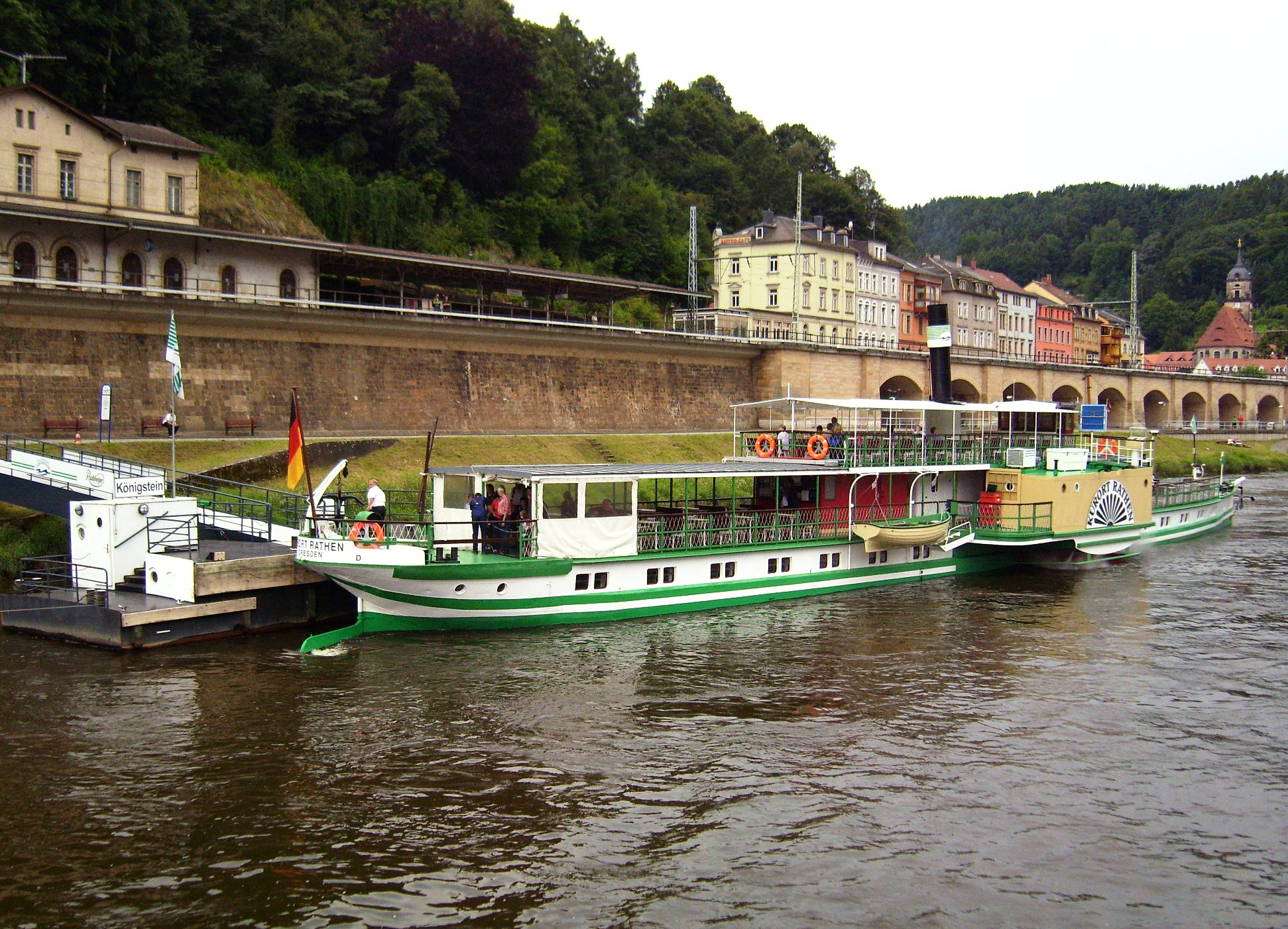
Raddampfer Kurort Rathen in Königstein

Wie acht weitere noch existierende Dresdner Dampfer wurde auch der Raddampfer Kurort Rathen nach der Wende auf der Schiffswerft Laubegast generalüberholt. Dies geschah in der Zeit vom 28. Juni 1993 bis zum 30. März 1994. Dabei wurde u. a. die Wasserlinie um 0,3 m verbreitert. Äußerlich wurde das Schiff dem farblichen Zustand zum Zeitpunkt der Indienststellung angepasst. Das typische Farbkleid der SBDG zu der Zeit waren ein sandfarbener Rumpf mit grünen Zierlinien, rotem Unterwasserschiff und in diesem Fall ein schwarzer Schornstein. Die Salons wurden im Stile der damaligen Zeit hergerichtet.
Im neuen Gewand und mit neuem Kessel wurde das Schiff am 31. März 1994 der Sächsischen Dampfschiffahrts GmbH & Co. Conti Elbeschiffahrts KG übergeben. Im Jahr 1995 erhielt der Dampfkessel einen Dampfdom.
Im Jahr 1996 erlebte es als neuntes Schiff sein 100-jähriges Dienstjubiläum.
Um die Jahrtausendwende bekamen beide Zylinder der Dampfmaschine je eine neue Kolbenstange, 2001/02 erhielt die Kurbelwelle neue Kurbelzapfen.

## Die Dampfmaschine

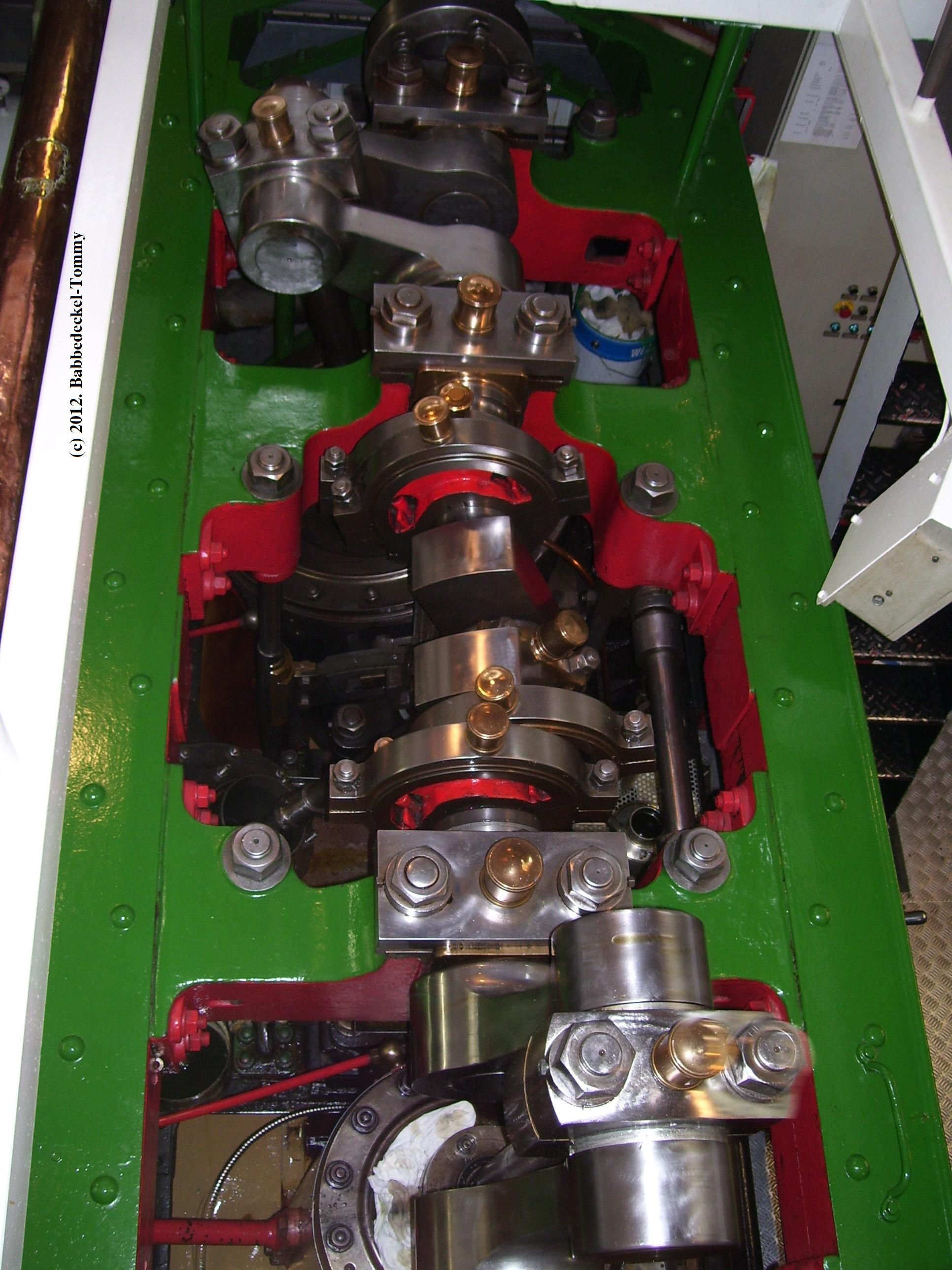
Dampfmaschine

Die Dampfmaschine ist eine oszillierende Hochdruck-Zweizylinder-Verbund-Dampfmaschine mit Einspritzkondensation. Gebaut wurde sie, wie auch der Zwei-Flammrohr-Zylinderkessel von der Schiffswerft Übigau der  Deutsche Elbschiffahrts-Gesellschaft, Kette, mit der Fabrik-Nr. 113. Die Leistung beträgt 145 PS. Der 1994 eingebaute Dampfkessel hat 10 bar Dampfdruck, gebaut vom Dampfkesselbau Übigau. Im Gegensatz zum ersten Kessel hat dieser nicht zwei, sondern nur ein Flammrohr. Seit 1994 gibt es eine automatische Ölfeuerung.

## Kapitäne des Schiffes
- Ernst Julius Höhle 1897–1898
- Carl August Richter 1899
- Ernst Adolf Kleinert 1900
- Franz Lauzecky 1901
- Friedrich August Schaffrath 1902–1903
- Friedrich August Kühnel 1904–1914
- Wilhelm Rosche 1915–1918
- Karl Baum 1919
- Karl August Kunze 1920